# Carmen Rodríguez
Carmen Rodríguez (sinh ngày 19 tháng 6 năm 1948) là một nhà văn, nhà thơ, nhà giáo dục, người hoạt động xã hội chính trị người Chile-Canada, và là một thành viên sáng lập của Aquelarre Magazine. Cùng với chồng và các con gái của mình, bà chạy trốn tới Canada sau cuộc đảo chính năm 1973 tại Chile và ở lại với tư cách là tị nạn chính trị. Rodríguez nổi tiếng với hướng tiếp cận viết độc đáo của bà, xuất bản hầu hết các tác phẩm của mình cả ở Tiếng Tây Ban Nha và Tiếng Anh. Bản dịch các tác phẩm của Rodríguez do chính tay bà thực hiện, một xu hướng không thường được thực hiện trong giới nhà văn nói được đa ngôn ngữ. Rodríguez biên dịch tác phẩm của mình cho tới khi "[bà cảm thấy] rằng cả đầu lưỡi của [bà] và hai tai [bà] hài lòng với sản phẩm cuối cùng.'" Các tác phẩm chính của Rodríguez là and a body to remember with, một bộ sưu tập các truyện ngắn, và Guerra Prolongada/Protracted War, một bộ sưu tập thơ cả bằng Tiếng Anh và Tiếng Tây Ban Nha.
Lần xuất bản đầu tay của Rodríguez là một câu truyện ngắn ngắn nộp lên một cuộc thi văn học thường niên tại Chile vào năm 1972, và bà đã được đề cập đến danh dự trong cuộc thi này. Tại Canada, Rodríguez xuất bản các tác phẩm của mình trên tạp chí Paula, tạp chí Aquelarre, Capilano Review, Fireweed, Norte-Sur và Prison Journal.

## Danh sách tác phẩm

### Tiểu thuyết
- Rodríguez, Carmen (2011), Retribution, Women's Press Literary, ISBN 978-0-9866388-1-7
- Rodríguez, Carmen (1997a), and a body to remember with, Vancouver: Arsenal Pulp Press, ISBN 978-1-55152-044-5
- Rodríguez, Carmen (1997b), De cuerpo entero, Santiago de Chile: Los Andes, ISBN 978-956-7014-98-9

### Thơ
- Rodríguez, Carmen (1992), Guerra Prolongada/Protracted War, Toronto: Women's Press, ISBN 978-0-88961-171-9

### Khác
- Rodríguez, Carmen (2001), Educating for Change: Community-Based/Student-Centered Literacy Programming with First Nations Adults , Victoria, BC: Centre for Curriculum, Transfer and Technology, ISBN 978-0-7726-4606-4.  Original publication, 1994.
- Rodríguez, Carmen (Spring 1993), "Teaching Reading and Writing to Adults", Groundwork, 15 (1): ??-??[cần số trang]
- Rodríguez, Carmen; Sawyer, Don (December 1992 – January 1993), "How Native Canadians View Literacy: A Summary of Findings", Journal of Reading, 36 (4): ??-??[cần số trang]